# Жовтець вогнистий
{{#ifeq:0|0|{{#if:|{{#if:Ranunculusflammula|[[]}}|}}}}
Жовтець вогнистий (Ranunculus flammula) — вид трав'янистих рослих родини жовтецеві (Ranunculaceae). Зростає у Європі, Туреччині, на заході Північної Африки, в Північній Америці. Етимологія: лат. flamma — «полум'я», лат. ula — зменшувальний суфікс.

## Опис
Рослина 15–50 см заввишки. Стебла від зелених до червонуватих, висхідні, зазвичай вкорінені біля основи, голі або рідко коротковолосі. Листя при основі довгочерешкове, від яйцювато-еліптичного до ланцетного, (6)11–50(90) × (4)6–22(35) мм. Листки стеблові вузьколанцетні або ниткоподібні, цілокраї, 13–90(155) × 4–15(40) см. Квіти світло-жовті, 0.7–2 см в діаметрі; пелюсток 5–6, 2.5–7 × 1–4 мм. Голова сім'янок від кулястої або півсферичної, 2–4 × 3–4 мм, сім'янки 1.2–1.6 × 1–1.4 мм, голі; дзьоб ланцетний, лінійний, прямий або криволінійний, 0.1–0.6 мм. 2n = 32.

## Поширення
Європа: Білорусь, Естонія, Латвія, Литва, Росія, Україна, Австрія, Бельгія, Чехія, Німеччина, Угорщина, Нідерланди, Польща, Словаччина, Швейцарія, Данія, Фінляндія, Ірландія, Норвегія, Швеція, Велика Британія, Албанія, Боснія і Герцеговина, Болгарія, Хорватія, Греція, Італія, Македонія, Чорногорія, Румунія, Сербія, Словенія, Франція, Португалія, Іспанія; Північна Африка: Алжир, Марокко, Мадейра та Азорські острови — Португалія; Азія: Туреччина, Алтай; Північна Америка: Канада, США, Сен-П'єр і Мікелон. Натуралізований: Австралія, Нова Зеландія
В Україні росте на сирих луках, у болотах, на берегах водойм — у Карпатах, на Поліссі, в Лісостепу. Рослина входить у перелік регіонально-рідкісних видів, що потребують охорони в межах Дніпропетровської області.

## Галерея

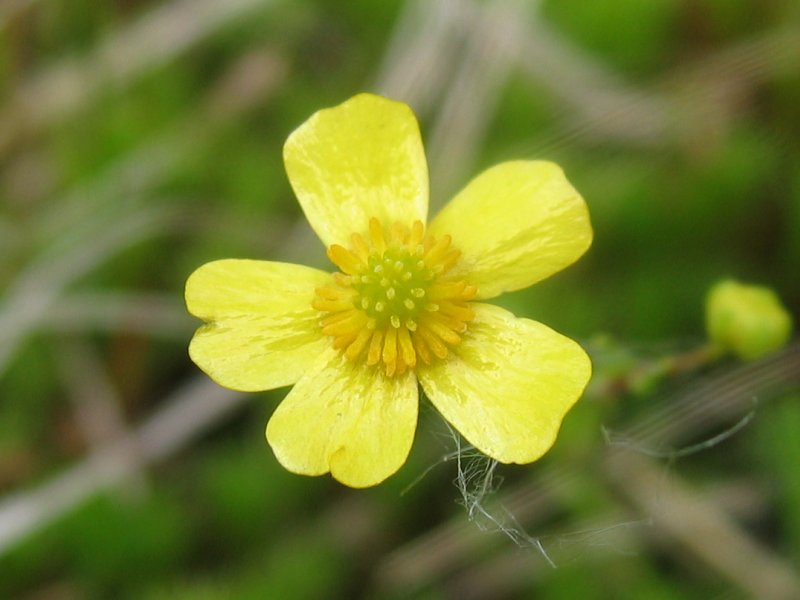
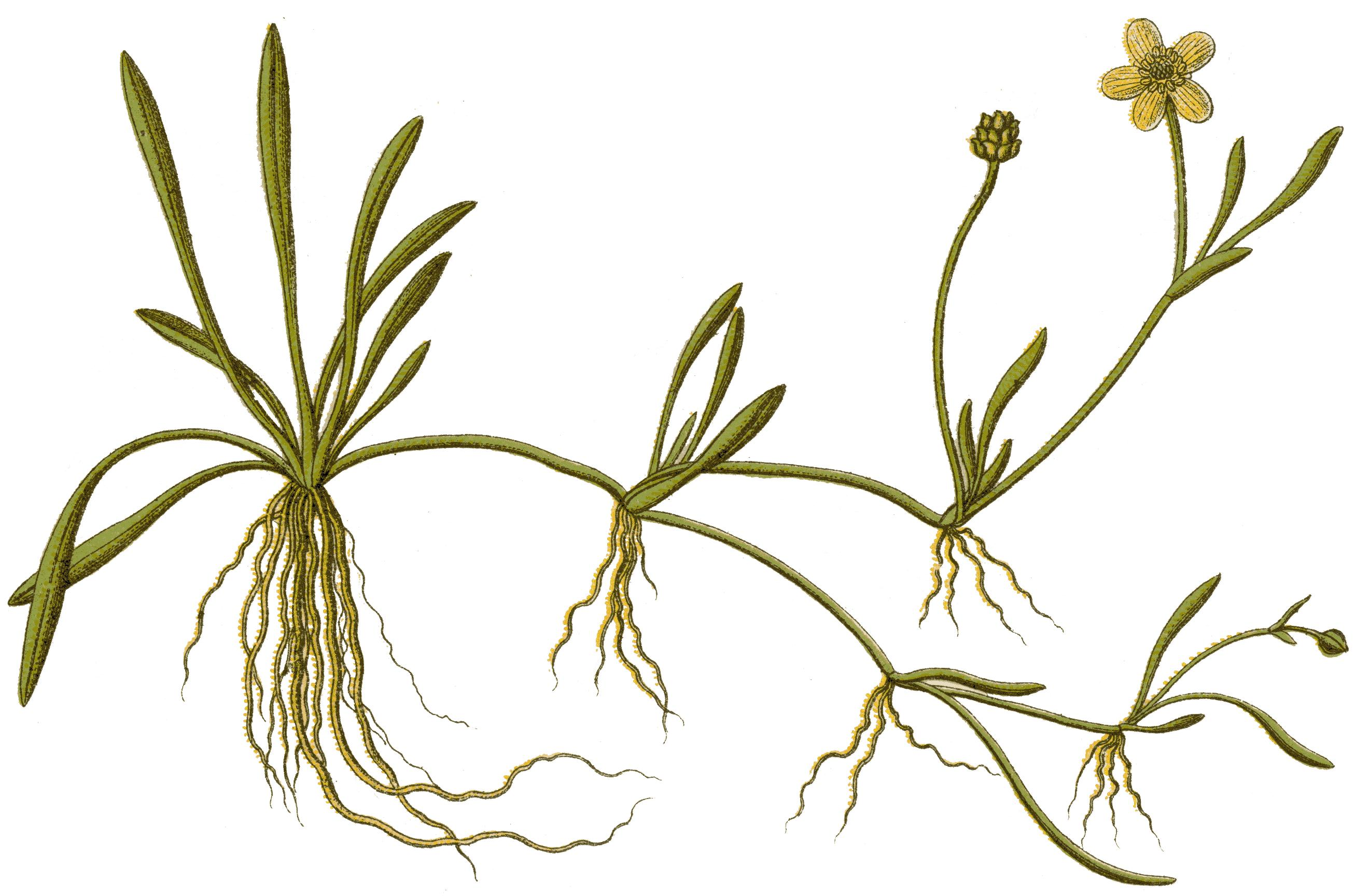
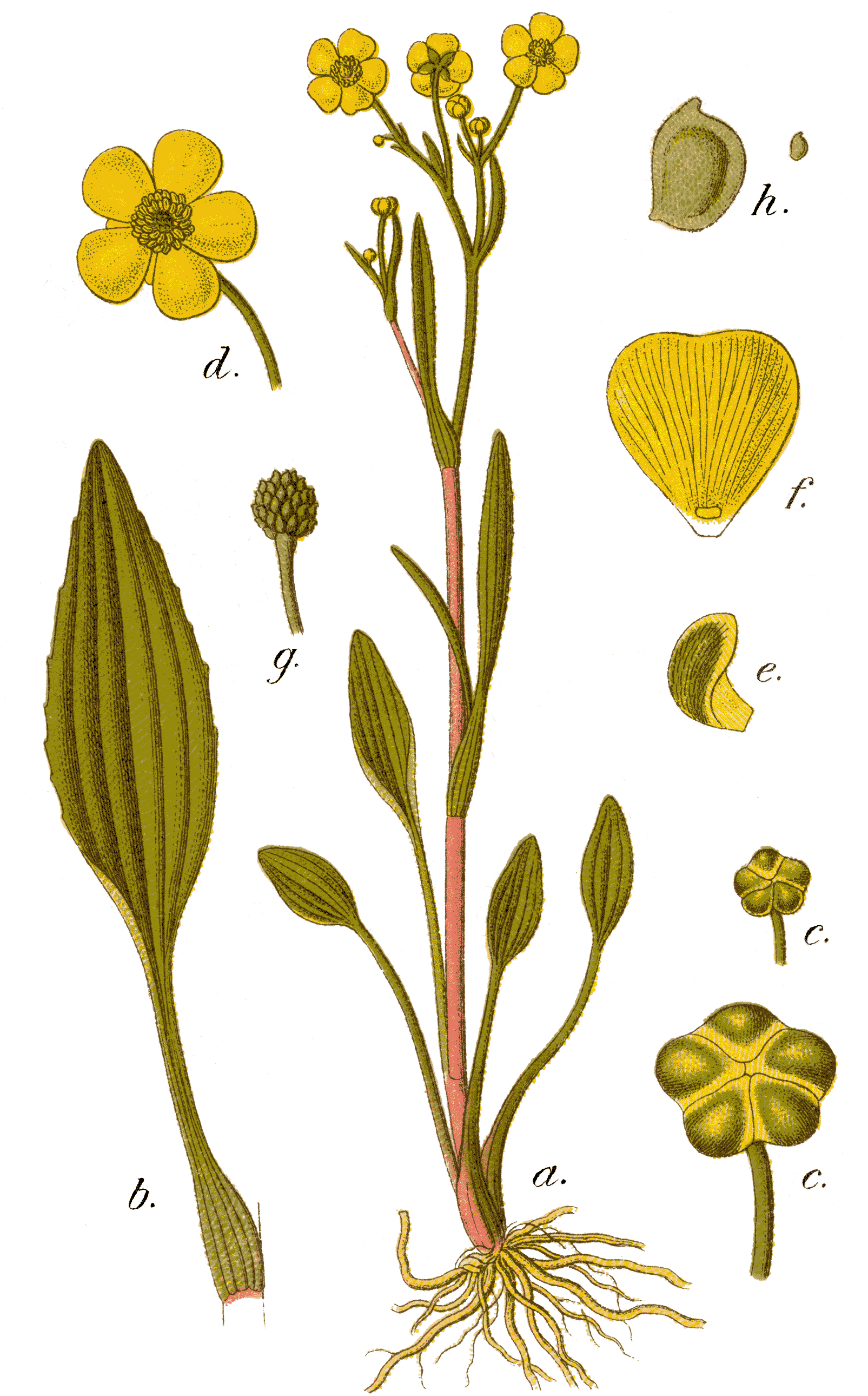